# Wilhelm Peltzer
Wilhelm Peltzer (* 8. Mai 1802 in Hamburg; † 2. August 1864 ebenda) war ein Hamburger Kaufmann.

## Leben
Wilhelm Peltzer stammte aus einer Nebenlinie der Kupfermeisterfamilie Peltzer und war der Sohn des aus Stolberg im Rheinland stammenden Hamburger Kaufmanns Ferdinand Peltzer (1764–1828) und dessen Ehefrau Johanna Charlotte Christine Peltzer, geborene Kesten (1773–1857) sowie Vetter des Richters Edmund Peltzer. Er war kaufmännisch im Handelshaus Ferdinand Peltzer & Sohn tätig, das er gemeinsam mit seinem Vater führte. Nach dem Tod des Vaters am 8. Mai 1828 übernahm Peltzer zum 1. Januar 1829 die alleinige Leitung des Unternehmens und änderte den Firmennamen in Wilhelm Peltzer, Ferdinands Sohn. 1854 vergesellschaftete er sich mit Pieter de Bie unter der Firma Peltzer & de Bie. Krankheitsbedingt schied Peltzer am 14. Februar 1863 aus dem Geschäft aus.
Er engagierte sich in der Hamburger St. Petrikirche. Dort war Peltzer von 1846 bis 1853 Hundertachtziger sowie 1850 und 1851 Jurat. Von 1853 bis 1863 fungierte er als Sechziger.
Peltzer gehörte von 1859 bis 1862 der Hamburgischen Bürgerschaft als Abgeordneter an.